# Георгиос Пасхалидис
 Тази статия е за политика.  За писателя вижте Георгиос Пасхалидис (писател).  
Георгиос Панайоти Пасхалидис (на гръцки: Γιώργος Παναγιώτη Πασχαλίδης или Γεώργιος Πασχαλίδης) е гръцки политик, министър.

## Биография
Георгиос Пасхалидис е роден в 1951 година във Воден, Гърция. Завършва строително инженерство в Солунския университет. Отбива военна служба и работи на остров Лемнос, където работи върху военни проекти на острова. След това работи гражданско строителство до 1990 година. Депутат е от листата на ПАСОК множество пъти и е първият автор на правилника на парламентарната група. В 1999 година публикува книгата „Крайната отговорност“ (Τελική ευθύνη), която изследва политическото управление. От 13 април 2000 до 7 юли 2003 година е министър на Македония и Тракия.